# Kazimierz Stabrowski
Kazimierz Stabrowski (né le 21 novembre 1869 à Navahroudak, dans l'actuel voblast de Hrodna, en Biélorussie et mort le 10 juin 1929 à Garwolin) est un peintre polonais.

## Biographie
Kazimierz Stabrowski réalise des voyages d'étude, amassant ainsi de nombreux documents, en Palestine, à Beyrouth, Odessa, Constantinople, en Grèce et en Égypte.
En 1893, il se retrouve en France, à l'Académie Julian où il perfectionne son art, et côtoie Benjamin-Constant et Jean-Paul Laurens.
Il expose, entre autres à Paris, lors de l'Exposition universelle de 1900, mais aussi à Munich (1901) ou Venise (1903).
En 1904, il devient le premier directeur de l'École des beaux-arts de Varsovie, qui vient d'être créée, qui deviendra en 1932 l'Académie des beaux-arts de Varsovie.